# Saint-Ouen-sur-Loire
Saint-Ouen-sur-Loire ist eine Gemeinde mit 482 Einwohnern (Stand 1. Januar 2022) in Zentralfrankreich im Département Nièvre in der Region Bourgogne-Franche-Comté (vor 2016 Bourgogne). Saint-Ouen-sur-Loire gehört zum Arrondissement Nevers und zum Kanton Imphy (bis 2015 La Machine).

## Geografie
Saint-Ouen-sur-Loire liegt etwa fünfzehn Kilometer südöstlich von Nevers an der Loire, die die Gemeinde im Westen begrenzt. Umgeben wird Saint-Ouen-sur-Loire von den Nachbargemeinden La Fermeté im Norden, Beaumont-Sardolles im Nordosten, Druy-Parigny im Osten und Südosten, Béard im Süden, Luthenay-Uxeloup im Westen und Südwesten sowie Imphy im Nordwesten.

## Bevölkerungsentwicklung
| Jahr                       | 1962 | 1968 | 1975 | 1982 | 1990 | 1999 | 2006 | 2013 |
| Einwohner                  | 423  | 420  | 367  | 408  | 478  | 476  | 500  | 559  |
| Quellen: Cassini und INSEE |      |      |      |      |      |      |      |      |

## Sehenswürdigkeiten

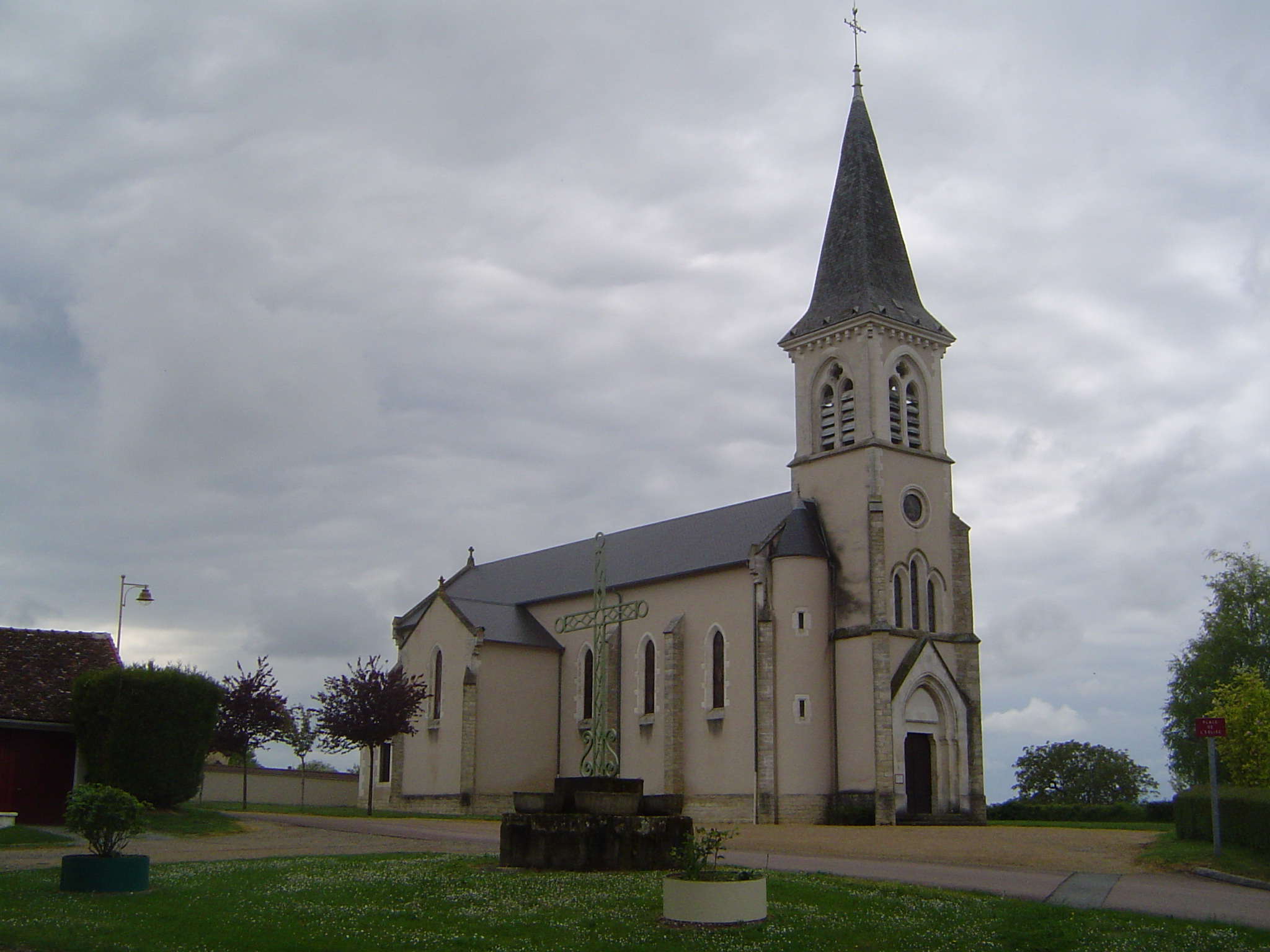
Kirche Saint-Ouen

- Kirche Saint-Ouen